# 太阳河 (海南)
太阳河，又称万宁河，位于中国海南岛东部，发源于琼中黎族苗族自治县东南部和平镇（原属长兴乡）红顶岭，向东流经万宁市兴隆华侨农场和万宁水库，于东澳镇南道村南入南海。全长75.7公里，流域面积592.51平方公里。途纳南桥水、礼纪河等支流。
太阳河原汇入万宁市东部的小海，因下游经常洪水泛滥，自1972年起，将太阳河下游河段截弯取直，在月塘村修建太阳河分渠，改道从南道村入海。流域属于热带和亚热带季风气候，多年平均气温24.8℃，多年平均年降水量2166毫米，平均年径流量8.44亿立方米。干流水能理论蕴藏量10.17兆瓦。